# Corsa delle sardine

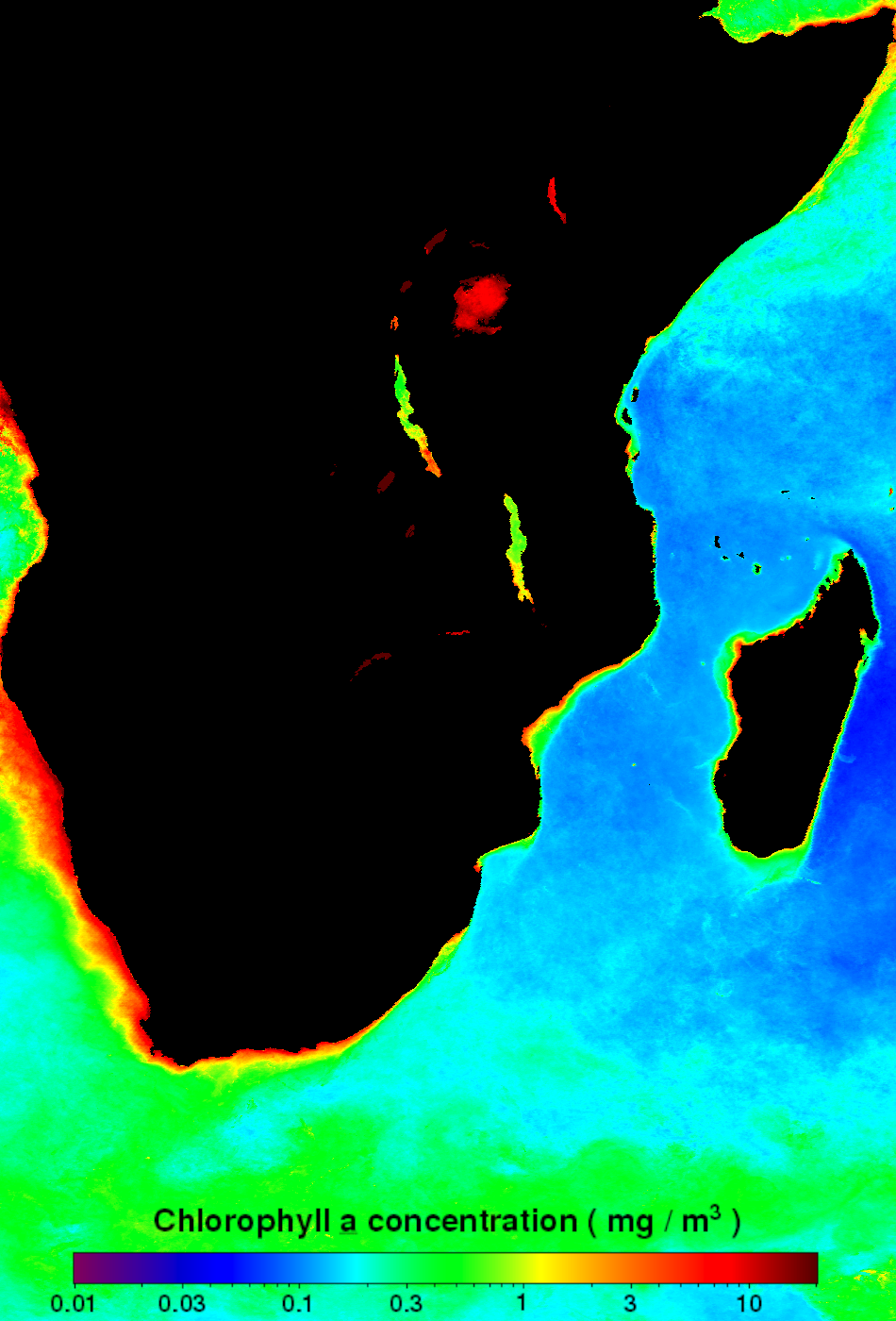
Questa mappa della NASA della corrente di Agulhas mostra i livelli di produzione primaria durante il 2009, rendendo così possibile valutare quanto sia stato il cibo disponibile per i banchi di sardine.

La corsa delle sardine dell'Africa meridionale è un fenomeno che ha luogo tra maggio e luglio, quando miliardi di sardine - appartenenti più precisamente alla specie sudafricana Sardinops sagax - depongono le uova nelle fredde acque del banco di Agulhas per poi spostarsi verso nord lungo la costa orientale del Sudafrica. Il loro numero impressionante dà luogo ad episodi di frenesia alimentare lungo il litorale. La corsa, formata da milioni di individui di sardine, si verifica quando una corrente di acqua fredda risale verso nord dal banco di Agulhas fino al Mozambico, dove poi lascia la costa e prosegue verso est nell'oceano Indiano.
I ricercatori stimano che, in termini di biomassa, la corsa delle sardine possa rivaleggiare con la grande migrazione degli gnu dell'Africa orientale. Ciononostante conosciamo ben poco di questo fenomeno. Si ritiene che la temperatura dell'acqua debba scendere al di sotto dei 21 °C perché la migrazione abbia luogo. Nel 2003 le sardine non riuscirono a «correre» per la terza volta in 23 anni. Mentre nel 2005 ebbe luogo una buona corsa, nel 2006 si ebbe un altro anno di sosta.
Spesso i banchi di sardine che prendono parte alla corsa misurano oltre 7 km di lunghezza, 1,5 km di larghezza e 30 m di spessore e sono chiaramente visibili dagli aerei da ricognizione o dal litorale.
Le sardine si raggruppano quando si sentono minacciate. Tale comportamento istintivo è un meccanismo di difesa, poiché gli individui solitari hanno maggiori probabilità di essere mangiati rispetto ai gruppi numerosi.

## Cause della corsa delle sardine

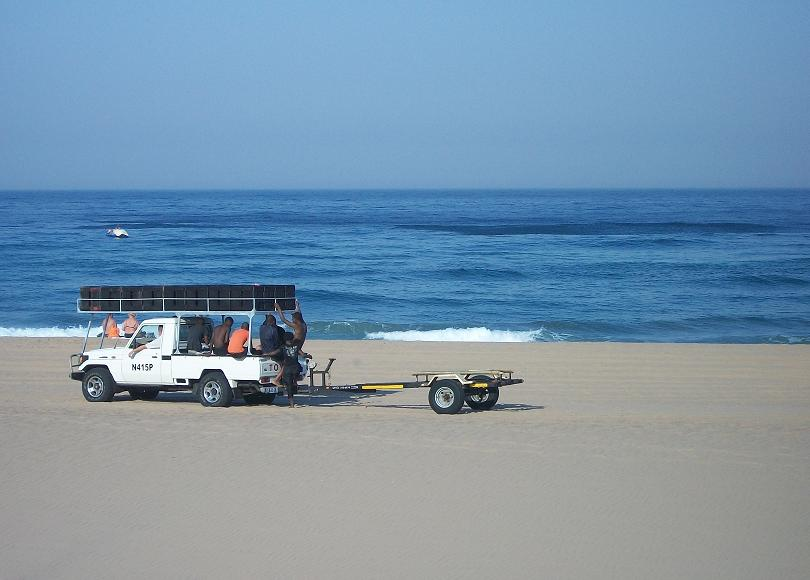
I pescatori tendono una rete per le sardine (la macchia scura nel mare).

La corsa delle sardine è un fenomeno ancora poco conosciuto dal punto di vista ecologico. Nel tempo sono state formulate varie ipotesi, a volte contraddittorie, che cercano di spiegare come e perché essa avvenga.
Secondo una recente ipotesi, la corsa delle sardine sarebbe probabilmente una migrazione riproduttiva stagionale di una sottopopolazione geneticamente distinta di sardine che si sposta lungo la costa dalle zone orientali del banco di Agulhas alle coste del KwaZulu-Natal nella maggior parte degli anni, anche se non in tutti.
La migrazione è limitata alle acque costiere dalla preferenza delle sardine per le acque più fredde e dalla forte e calda corrente costiera di Agulhas, che scorre nella direzione opposta alla migrazione, ed è maggiore appena fuori dalla piattaforma continentale. Una fascia costiera di acque più fredde e la presenza dei Natal Pulses (punti in cui la corrente di Agulhas, generalmente costiera, si allarga fino a spingersi in oceano aperto) e di ramificazioni della corrente stessa consentono ai banchi di sardine di oltrepassare quelli che sono i loro limiti di habitat. L'importanza di questi fattori abilitanti è maggiore laddove la piattaforma continentale è più stretta.
La presenza di uova al largo delle coste del KwaZulu-Natal suggerisce che le sardine rimangano lì per diversi mesi e che la loro migrazione di ritorno durante la tarda stagione invernale è quasi sempre impercettibile, poiché probabilmente si verifica a maggiori profondità, dove l'acqua è più fredda rispetto alla superficie.
In alcuni anni sembra che la corsa delle sardine non si verifichi. Ciò può essere dovuto al fatto che essa non viene rilevata dagli osservatori costieri o perché effettivamente non si verifichi a causa delle temperature troppo alte dell'acqua e/o di altri fattori idrografici; inoltre la migrazione potrebbe avere luogo in punti più distanti dalla costa e, forse, a maggiori profondità, a causa di condizioni inusuali.

## Predatori
Un tale assembramento di pesci non può che attirare un gran numero di predatori. Fino a 18.000 delfini (per lo più delfini comuni dal lungo rostro, Delphinus capensis) si radunano qui per nutrirsi di sardine, che, quando vengono attaccate, si compattano in formazioni a forma di sfera. Queste sfere possono misurare 10-20 m di diametro e 10 m di spessore. Tuttavia le sfere hanno vita breve e raramente durano più di 10 minuti. Una volta che le sardine vengono circondate, squali (soprattutto squali ramati), uccelli (come la sula del Capo) e balenottere di Bryde non si lasciano sfuggire l'opportunità di un facile banchetto. Anche altre specie di balena, come la megattera, la balena franca australe e la balenottera minore antartica, indipendentemente dal fatto che si uniscano o meno alla corsa, possono fare la loro comparsa nelle vicinanze.